# Stictoptera penicillum
Stictoptera penicillum là một loài bướm đêm trong họ Noctuidae.